# Pseudaletia australis
Pseudaletia australis är en fjärilsart som beskrevs av John G. Franclemont 1951. Pseudaletia australis ingår i släktet Pseudaletia och familjen nattflyn. Inga underarter finns listade i Catalogue of Life.